# Denholm Elliott
Denholm Elliott, född 31 maj 1922 i Ealing, London, död 6 oktober 1992 i Santa Eulària des Riu på Ibiza, Spanien, var en brittisk skådespelare.
Under andra världskriget tog Elliott värvning i det brittiska flygvapnet. Hans flygplan blev nedskjutet 1942 och han tillbringade tre år som krigsfånge. Han inledde sin karriär vid teatern 1946 och gjorde filmdebut 1949.
Elliott var en mångsidig aktör, ofta i roller som gav filmerna en oefterhärmlig charm. Han Oscarnominerades för sin roll i Ett rum med utsikt 1986. 
Elliott var bisexuell. Hans första hustru (mars–november 1954) var skådespelaren Virginia McKenna. Hans andra fru var Susan Robinson (1942–2007). De var gifta från 1962 och till Elliotts död. Paret fick två barn. Han levde ett promiskuöst liv under hela äktenskapet och avled i sitt hem 1992 i aids-relaterad tuberkulos.
Förutom vad som framgår av filmografin har Elliott gästspelat i en mängd andra TV-serier.

## Filmografi i urval
- 1952 – Det grymma havet
- 1958–1959 – Alfred Hitchcock presenterar (TV-serie)
- 1965 – Fallet Alfie
- 1966 – Ett fall för John Drake, avsnitt The Hunting Party (gästroll i TV-serie)
- 1970 – Självmordspatrullen
- 1972 – Snobbar som jobbar, avsnitt A Death in the Family (gästroll i TV-serie)
- 1976 – De fördömdas resa
- 1976 – En dotter åt djävulen
- 1978 – Pojkarna från Brasilien
- 1979 – Cuba
- 1979 – Zulu Dawn
- 1981 – Jakten på den försvunna skatten
- 1982 – Missionären
- 1982–1983 – Marco Polo (TV-serie)
- 1983 – Ombytta roller
- 1985 – Bleak House (TV-serie)
- 1985 – Ett rum med utsikt
- 1985 – För rikets säkerhet
- 1987 – Maurice
- 1987 – The Happy Valley
- 1988 – Identitet okänd
- 1989 – Indiana Jones och det sista korståget
- 1989 – Bangkok Hilton (TV-serie)
- 1991 – Toy Soldiers
- 1992 – Kaos i kulissen